# Slätspolsnäcka
Slätspolsnäcka (Cochlodina laminata) är en snäckart som först beskrevs av Montagu 1803.  Slätspolsnäcka ingår i släktet Cochlodina, och familjen spolsnäckor. Arten är reproducerande i Sverige.

## Bildgalleri

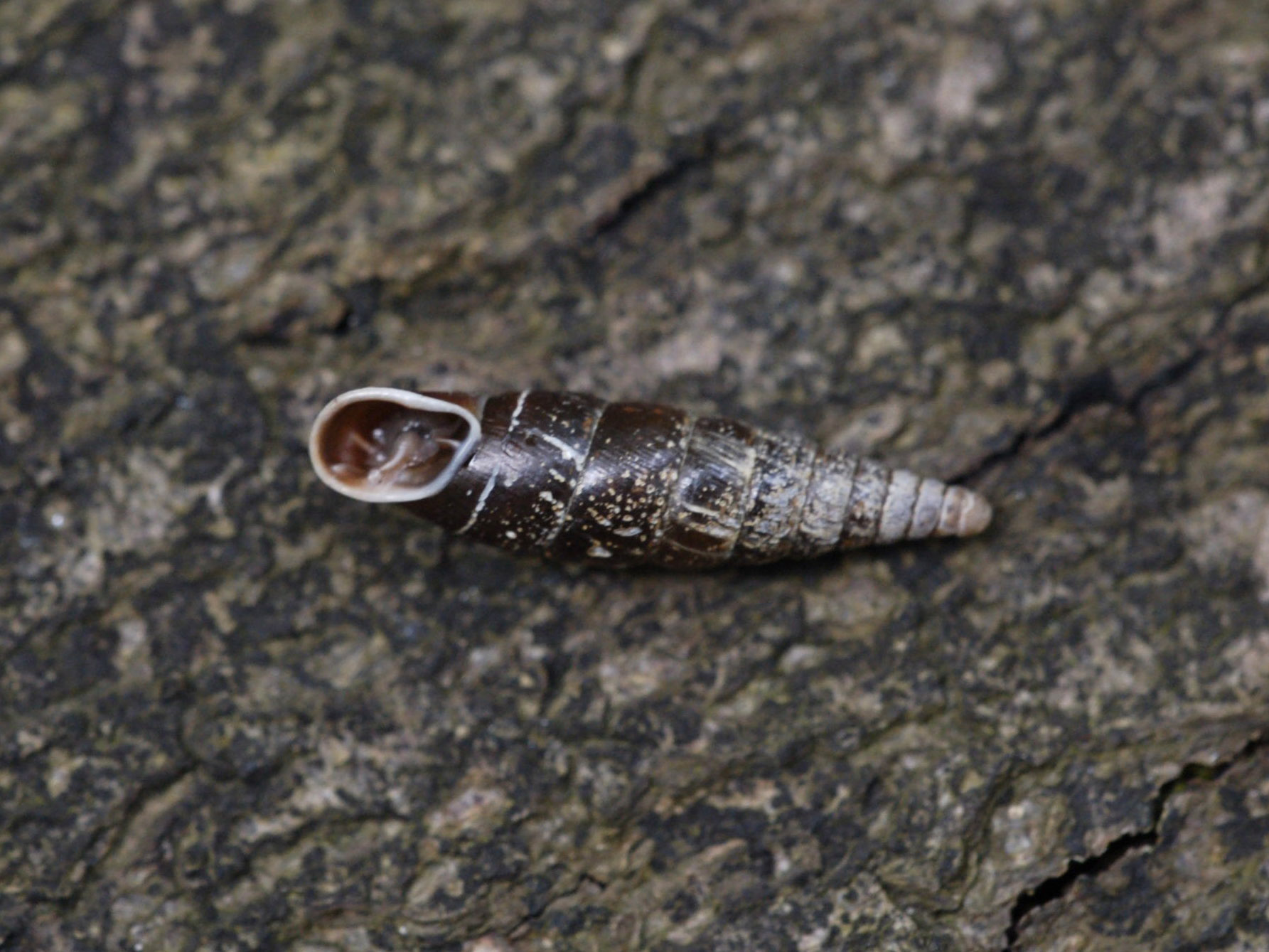
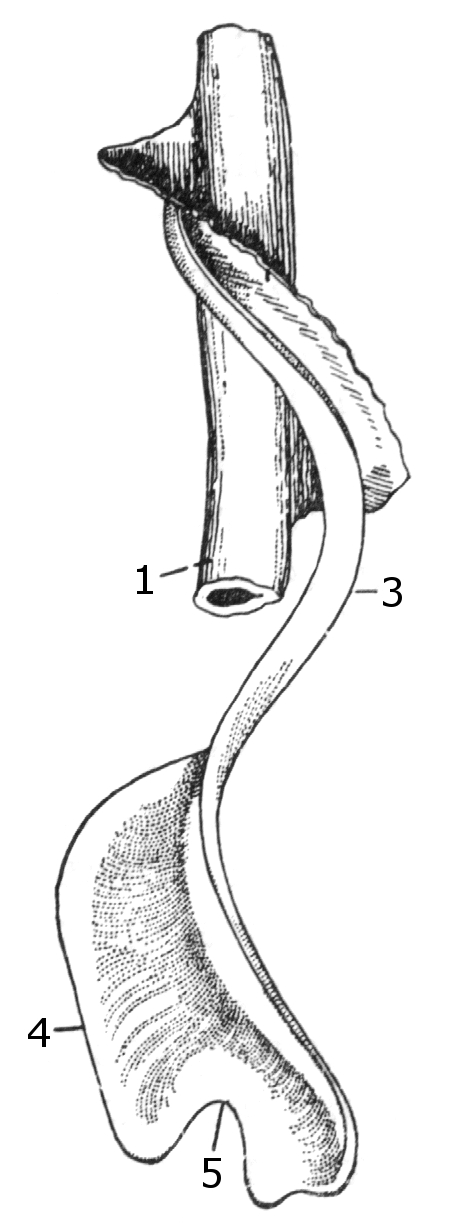
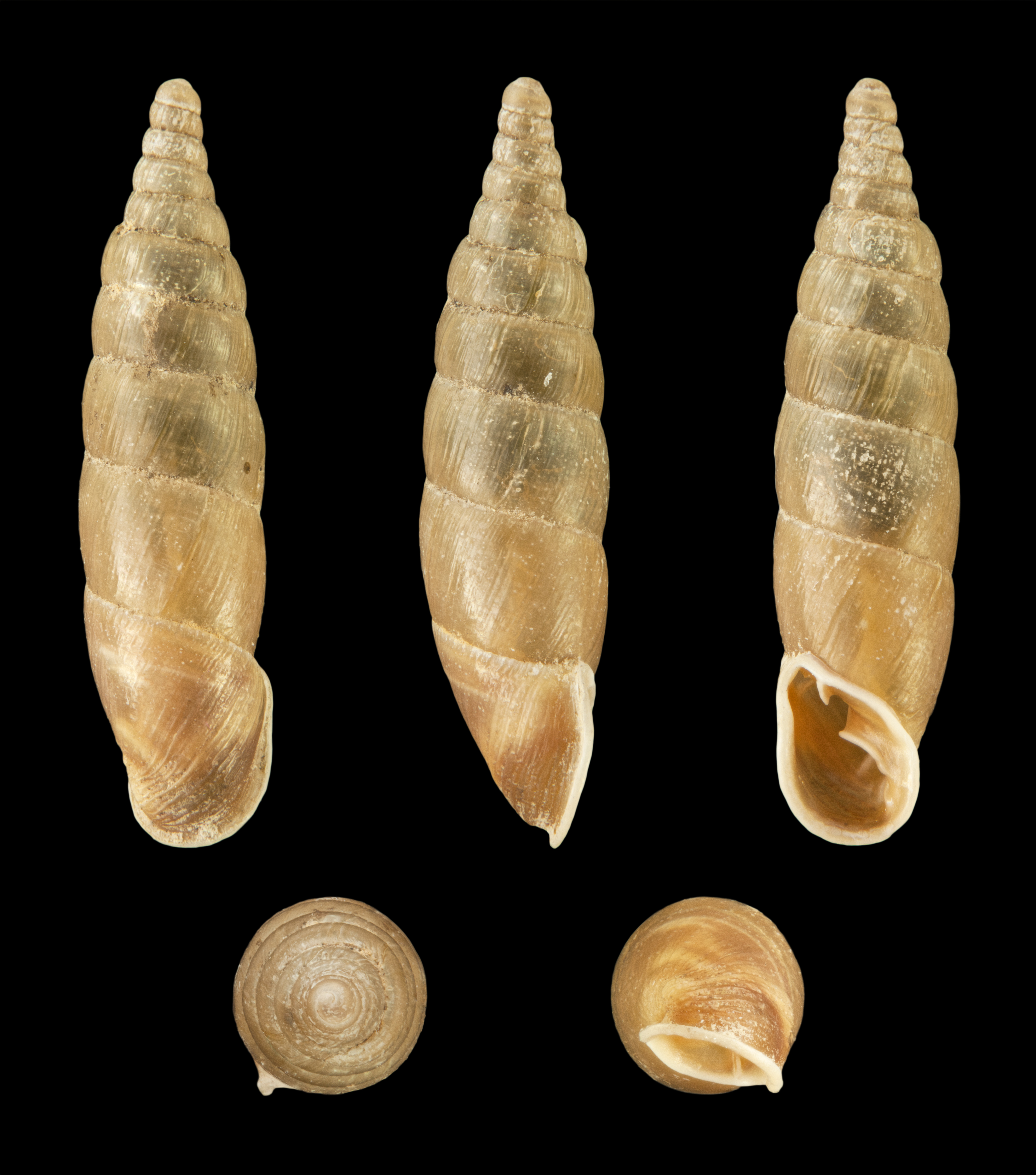